# مبدل رقمي تماثلي

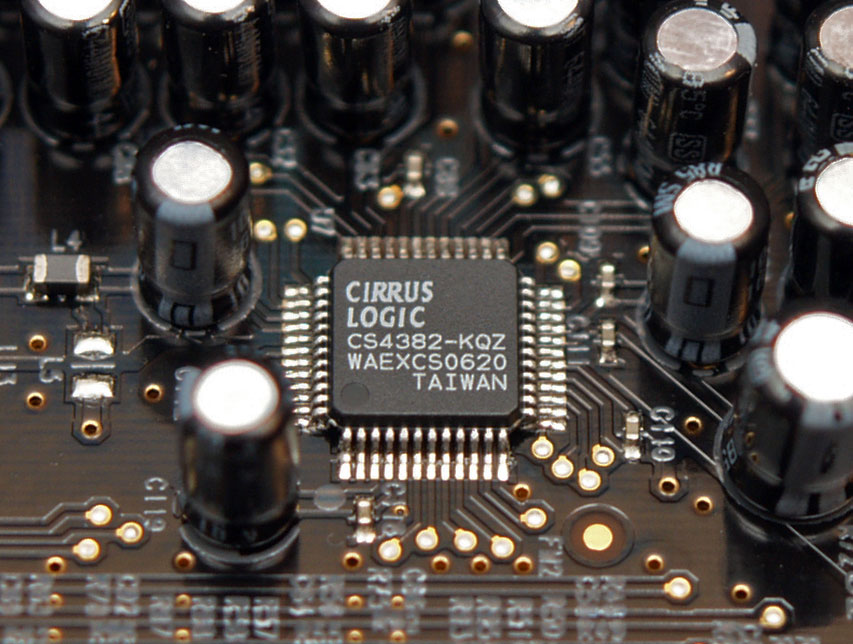
مبدل سيروس المنطقي CS4382 ذو 8 قنوات رقمية كما هو مستخدم في بطاقة الصوت.

المبدل الرقمي التماثلي أو المحول الرقمي التماثلي أو المحول الرقمي التناظري أو (بالإنجليزية: Digital-to-analog converter)‏، اختصاراً DAC، هو مركبة إلكترونية تقوم بتبديل الإشارات الرقمية إلى تماثلية.
تتغير الحوادث الطبيعية بشكل مستمر غير متقطع بحيث يمكن التعبير عنها بإشارات تماثلية (إشارة) يتغير مطالها بتغير هذه الحوادث، ويكون معدل التغير في بعض الأحيان بطيئا جدا كتغيرات درجة الحرارة، وأحيانا أخرى سريعا جدا كالإشارات الصوتية، وبما أن هناك إمكانية تمثيل قيم الإشارات التماثلية (أرقام وحروف) فإن ترميزها هو أفضل طريقة للتعبير عنها، إذ أنه ليس من السهل تخزين أو معالجة أو استرجاع المعلومات بدقة، أو القيام بالعمليات الحسابية أو عمليات المقارنة في حال استخدام الإشارات كقيم تماثلية، أما الحواسيب فهي تستطيع أن تقوم بهذه العمليات بسرعة فائقة وبدقة عالية ولكمية غير محدودة من المعلومات، وذلك باستخدام تقنيات الدارات الرقمية، ونظرا للحاجة الماسة إلى عناصر موافقة "Interfacing" بين الدارات التماثلية والدارات الرقمية تم تصميم المبدلات التماثلية الرقمية "ADC) "Analog-to-Digital Converter) التي تسمح للظواهر التماثلية بالاتصال مع الحواسيب، والمبدلات الرقمية – التماثلية "DAC) "Digital to Analog Converter) التي تسمح للحواسيب بالاتصال مع الحواس الإنسانية والظواهر الفيزيائية الموجودة في الطبيعية.

## بنية المبدلات الرقمية – التماثلية "DAC "
يتألف المبدل كبنية داخلية من:
1: مسجل Register وذلك لكي يتم حفظ القيم فيه
2: دارة مفكك ترميز Decoder وهي شبكة المقاومات.
وهذا رسم توضيحي ل: DAC

## خواص المبدلات الرقمية – التماثلية (DAC)
تتحدد الخواص الأساسية للمبدلات الرقمية – التماثلية بالنقاط التالية:
1. عدد القيم التي يستطيع أن يظهرها المبدل على خرجه.
2. مقدار تغير قيمة جهد الخرج في حال تغير مدخل المبدل بمقدار "1LSB" (تغير الخانة ذات الوزن الأدنى).
3. علاقة «الخرج - المدخل» والتي تسمح بحساب قيمة الخرج إذا علمت الكلمة الثنائية (نظام عد ثنائي) المطبقة على مدخله.

## أنواع المبدلات الرقمية – التماثلية (DAC)
هناك نوعين للمبدلات الرقمية التماثلية وهما:
1. مبدل يستخدم شبكة مقاومات موزونة.
2. عنصر 2مبدل ذو شبكة مقاومات سلمية.

### 1: دارة مبدل ذو شبكة مقاومات موزونة
شكل الدارة هو:
إن أكبر تيار في الشبكة هو التيار المار عندما توصل المقاومة الأولى (مقاومة كهربائية) والتي قيمتها R وهي تكون MSB والأخيرة تكون LSB وعلى اعتبار أن R هي مقاومة الأساس Base Resistance
وسيئة هذه الدارة عندما يكون عدد أل Bits كبيرا سيكون عدد المقاومات كبير وأوزانها كبيرة.
وللتغلب على هذه المشكلة كانت الدارة التالية: 4Bits DAC وهي الدارة الموضحة بالشكل:
إن التيار المشارك في تشكيل الخرج يتحدد بالمدخل الموصول وبالتالي إن أصغر تأثير أو مشاركة هي عندما توصل المقاومة الأخيرة LSB وأكبر مشاركة من المقاومة الأولى MSB
مثال: أوجد قيمة الخرج المكافئ للقيمة الرقمية 1000 علما أن Vref =5v؟ Vout = -(Vd*1k/1k +Vc *1k/2k +Vb *1k/4k +Va *1k /8k) Vout =-(5+0+0+0)=-5v 1000 to 5V}حيث اعتبرنا {dcba=1000} Vout=Vin*(-Rf/R(MSB) {سيئة هذا النوع أن وزن المقاومات التي نحتاج إليها كبير.
مثال أوجد مجال المقاومات الأومية المستخدمة في أل DAC ذو شبكة المقاومات الموزونة علما أن تميزية أل DAC هي 12 bits ومقاومته الأساس هي R=10k
ملاحظة: تعريف التميزية بشكل سطحي هي قدرة الجهاز على تميز المرتبة. والتعريف موجود لاحقا بشكل مفصل.
[10k، 2048 k] أي 10k* 1-12^ 2 حتى 10 k*0^2

### 2: دارة مبدل ذو شبكة سلمية
إن حسنة هذا النظام المبين بالشكل هو وجود قيمتين للمقاومات وهما R2 وR
I = Vref/R، , i1= I/2 …. I2=i/4، , I3 =I/16
السيئة لهذه الدارة هي عند عدم التشغيل يبقى التيار ثابت
ويكون الأقرب إلى مكبر العمليات هو LSB والأبعد هو MSB.

## المواصفات الفنية للمبدلات الرقمية – التماثلية
سنستعرض المواصفات الفنية التالية للمبدلات الرقمية التماثلية:
- التمييزية.
- علاقة (الخرج – الدخل).
- العدد الفعال لخانات المبدلات التماثلية الرقمية والرقمية التماثلية.

### 1. التمييزية (دقة التمييز):Resolution
هناك تعريفان للتمييزية:
1. عدد قيم الجهود التي يمكن ظهورها على خرج المبدل "DAC " فمن أجل مبدل DAC ب (n) خانة دخل تكون دقة التميز (RES) وفق هذا التعريف ل:

{\displaystyle RES=2^{n}} أي أن المبدل يستطيع تمييز RES قيمة جهد خرج مختلفة.
1. مقدار تغير جهد المبدل (DAC) المقابل لتغير كلمة الدخل الثنائية بمقدار (1LSB).

إذا لحساب قيمة دقة التمييز (وفقا لهذا التعريف) يجب معرفة معلومتين من النشرة الفنية للمبدل: المجال الأعظمي لجهد الخرج (Vofs) (في حال تطبيق المستوى المنطقي '1' على كافة المداخل) وعدد خانات الدخل (n).
ويمكن حساب دقة التمييز (RES) في هذه الحالة وفق العلاقة:
{\displaystyle RES=Vofs/2^{n}-1} مثال: مبدل (DAC) عدد خانات الدخل (8) ومجال تغير جهد الخرج من (0 V) إلى (2.55 V) وأردنا حساب دقة التمييز (Resolution) وفق التعريفين السابقين: أولا- من التعريف الأول {\displaystyle RES=2^{n}=2^{8}=256} أي أن المبدل يستطيع أن يعطي على خرجه (256) قيمة جهد مختلفة بما فيها الصفر. ثانيا - من التعريف الثاني:
{\displaystyle RES=Vofs/2^{n}-1=2.55V/2^{8}-1=10mV/1LSB}
أي أن الخرج يتغير بمقدار (10mV) في حال تغير الدخل بمقدار (1LSB)

### 2. علاقة (الخرج – الدخل)
تحدد علاقة (الخرج – الدخل) في المبدل الرقمي – التماثلي (DAC) قيمة جهد الخرج (Vo) من أجل قيمة معينة لكلمة الدخل الثنائية، وبمعرفة القيمة العشرية (D) المكافئة لكلمة الدخل يمكن كتابة علاقة (الخرج – الدخل) كما يلي:
```

  

    

      

        
V

        
o

        
=

        
R

        
E

        
S

        
∗

        
D

      

    

    
{\displaystyle Vo=RES*D}

  

```

### 3.العدد الفعال لخانات المبدل التماثلي – الرقمي والرقمي – التماثلي Effective Number of Bits (ENOB)
ينتج في المبدلات التماثلية الرقمية والرقمية التماثلية العملية (الغير مثالية (خطأ أكبر من خطأ التكميم النظري (المشروح في الفقرة السابقة) بالإضافة إلى التشوية الذي ينتج بسبب لاخطية تابع النقل بين الدخل التماثلي والخرج الرقمي. العدد الفعال للخانات الثنائية للمبدلات التماثلية الرقمية تعطى بالعلاقة:
{\displaystyle ENOB=(S/(N+D)-1.76db)/6.02}
حيث S/(N+D) هو نسبة الإشارة الحقيقية إلى الضجيج والتشوية مقدرا بواحدة ألdB مسألة: مبدل تماثلي رقمي ذو 10 bits مع جهد كامل المجال VFS=10.24 V ويملك نسبة إشارة إلى الضجيج والتشويه.S/(N+D)=56 dB المطلوب: احسب ENOBخطأ التكميم المتأصل وقيمته الفعالة
{\displaystyle ENOB=56-1.76/6.02=9.02Bits}
هذا يعني أن عدد الخانات الفعال للمبدل هو 9 خانات، ADC ب10Bits (نظام عد ثنائي) يعطي نفس الأداء إذا كان المبدل مثالي وب 9 خانات فقط،

## مبدلات DAC التي تعمل في المجال الزمني (حساب القيمة الوسطى)Time – domain (averaging)DACs

### 1- مبدلاتالترددإلىجهد كهربائي(F/V)
قد يكون الدخل الرقمي في تطبيقات التبديل قطارا من النبضات أو شكلا آخر من أشكال الموجات بتردد معين، وفي هذه الحالة يكون التبديل المباشر إلى جهد أكثر ملائمة من اللجوء إلى خيار عد النبضات ضمن فاصل زمني معين، ثم تبديل العد الثنائي الناتج باللجوء إلى الطرق التي مرت معنا سابقا، إن التبديل من تردد إلى جهد بصورة مباشرة يعتمد على توليد نبضة قياسية من أجل كل دورة في الدخل، وهي قد تكون نبضة جهد أو نبضة تيار (أي قدرا محددا من الشحنة) بعد ذلك يقوم مرشح تمرير ترددات منخفضة RC (أو مكامل) بتوسيط قيمة قطار النبضات، معطيا جهد خرج متناسب مع تردد نبضات الدخل.
تستخدم تقانات التبديل F/V عندما لا يكون الخرج المطلوب جهدا، ولهذا السبب سنتحدث الآن عن الأحمال في مجال تعديل عرض النبضة

### 2- تعديل عرض النبضات Pulse – Width Modulation
تستخدم هذه التقنية لتبديل قطار النبضات الرقمية في الدخل إلى قطار نبضات تردده ثابت ولكن عرض نبضاته متناسب مع قيمة العد في الدخل. ويمكن ذلك بسهولة باللجوء إلى عداد ومقارن مطالات الساعة ذات تردد عال، وهنا أيضا يمكن استخدام مرشح تمرير ترددات منخفضة بسيط لتوليد جهد خرج مناسب مع متوسط الزمن الذي تكون فيه النبضات في الحالة HIGH أي أنه متناسب مع الدخل الرقمي.

### 3- استخدام المبدل (DAC) كضارب:Multiplying Digital – to – Analog Converter (MADC)
يمكن كتابة العلاقة لجهد الخرج بالشكل التالي: D ;× Vref× Vo=(constant);{\displaystyle constant=-RF/2^{n}*R}
حهد الخرج (Vo) هو ناتج ضرب اشارتي دخل (Vref) و (D) مضروبين بثابت (Constant)
يسمى هذا المبدل (MADC) إن التحكم بمستوى الإشارة الصوتية بواسطة المعالجات الصغرية هو أحد تطبيقات المبدل الضارب (MADC) (الضوارب) فإذا استبدلنا الجهد المرجعي (Vref) بالإشارة الصوتية والتي تتغير ما بين (0V) و (10V) أمكننا التحكم بمستوى إشارة خرج المبدل الضارب عن طريق تغير كلمة الدخل الثنائية بواسطة المعالج، فإذا كانت كلمة الدخل D=0001 يكون تغير إشارة الخرج ما بين (0V) و (0.625V) وإذا كان كلمة الدخل D=1000 يكون تغير إشارة الخرج ما بين (0V) و (5V) وتقابل القيمة الأعظمية لكلمة الدخل D=1111 تغير إشارة الخرج ما بين (0V) و (9.375). وجهد المستوى المنطقي '1' من (2V) فما فوق بغض النظر عن قيم جهود التغذية الموجبة والسالبة، كما تستخدم النقطة '1' لضبط جهد العتبة (Vth) للمداخل الرقمية والذي يساوي VTH=1.4V+VLC حيث (VLC) الجهد المطبق على النقطة '1' (عادة يتم وصل '1' إلى الأرض)

### بعض أهم تطبيقات استخدام المبدل الرقمي التماثلي (D/A) كدارة ضارب
1. دارة متوسط الضارب الترددي Average rate multiplier
2. المبدلات DAC الضاربة (الضوارب) Multiplying DACs

## أهم الأخطاء الشائعة في المبدلات الرقمية التماثلية (D/A)
- خطأ المقياسScale Error
- اللاخطية Nonlinearity
- خطأ عدم الانتظام Non Monotonicity